# Pedro Velázquez
Pedro Velázquez Campos (* 31. Mai 1948 in Mexiko-Stadt) ist ein ehemaliger mexikanischer Fußballspieler auf der Position des linken Verteidigers.

## Laufbahn
Velázquez begann seine Profikarriere 1970 beim Club Deportivo Social y Cultural Cruz Azul, mit dem er viermal die mexikanische Fußballmeisterschaft, zweimal den CONCACAF Champions Cup und einmal den mexikanischen Supercup gewann.
1975 wechselte Velázquez zu den UANL Tigres, bei denen er die beiden folgenden Spielzeiten 1975/76 und 1976/77 verbrachte.

## Erfolge
- Mexikanischer Meister: México 70, 1971/72, 1972/73, 1973/74
- Mexikanischer Supercup: 1974
- CONCACAF Champions Cup: 1970, 1971